# Купанта-Курунта (цар Арцави)
Купанта-Курунта (або Купанта-Крунтія) був першим зареєстрованим царем Арцави на початку 14 століття до нашої ери.
Записано, що Купанта-Курунта, «людина Арцави», зазнав поразки від великих царів хетів Тудгалії II та Арнуванди I, але уникнув захоплення та зберіг свою територію. Або згодом, або під час попереднього випадку, описаного заднім числом у хеттських джерелах Купанта-Курунта був атакований неспокійним хетським васалом Маддуваттою з Зіппасли, який діяв без дозволу хетів. Купанта-Курунта переміг Маддуватту й своєю чергою вторгся на землі останнього, змусивши його втекти, рятуючи своє життя, і захопив його притулок Шалавашші. Коли хети прийшли на допомогу Маддуватті під командуванням полководця Пішені, Купанта-Курунта був змушений відступити, втративши частину своєї здобичі, але хети не зробили спроб завоювати Арцаву. Під час правління Арнуванди I Маддуватта уклав союз зі своїм колишнім ворогом Купантою-Курунтою, який одружився з донькою Маддуватти. Роблячи це, Маддуватта запевнив хетського царя у своїй лояльності, зображуючи свій союз із Купантою-Курунтою як підступ. Якщо хетський текст слід розуміти буквально, що Маддуватта «взяв собі всю землю Арцава», він, можливо, зрештою усунув Купанта-Курунту.
Лист, знайдений у Сапінуві (Ортакей) був надісланий хеттському великому царю васалом, на ім'я Уххамува, в якому повідомлялося, що Купанта-Курунта, Тархуннараду та три сини Купанта-Курунти, на ім'я Маштурі, Піямараду та Купанта-залма, зібрався в місті Хаппурія. Хоча вірогідно, що хетським царем, про якого йдеться, був Тудхалія III, незрозуміло, чи йдеться в листі про Купанта-Курунту, який був супротивником Тудхалії II та Арнуванди I, чи взагалі про будь-якого царя Арцави. Невідомий Ухха-залма (або Хухха-залма), який уклав договір з Арнувандою I, вважався можливим наступником Купанти-Курунти.
Арцава залишалася могутнім супротивником Хеттського царства протягом кількох поколінь, поки не стала хетським васалом під час правління хетського великого царя Мурсілі II.